# Kojsko
Kojsko – wieś w Słowenii, w gminie Brda. W 2018 roku liczyła 254 mieszkańców.